# Nilüfer (distrikt)
Nilüfer är ett distrikt i provinsen Bursa i västra Turkiet med en yta på 495,75 km2 och 339 667 invånare (2012). Distriktet är uppkallad efter en flod med samma namn. Distriktet har vuxit mycket snabbt sedan det bildades 1987. Dess befolkning 1990 var bara 36 897 invånare.